# Aéroport d'Annobón

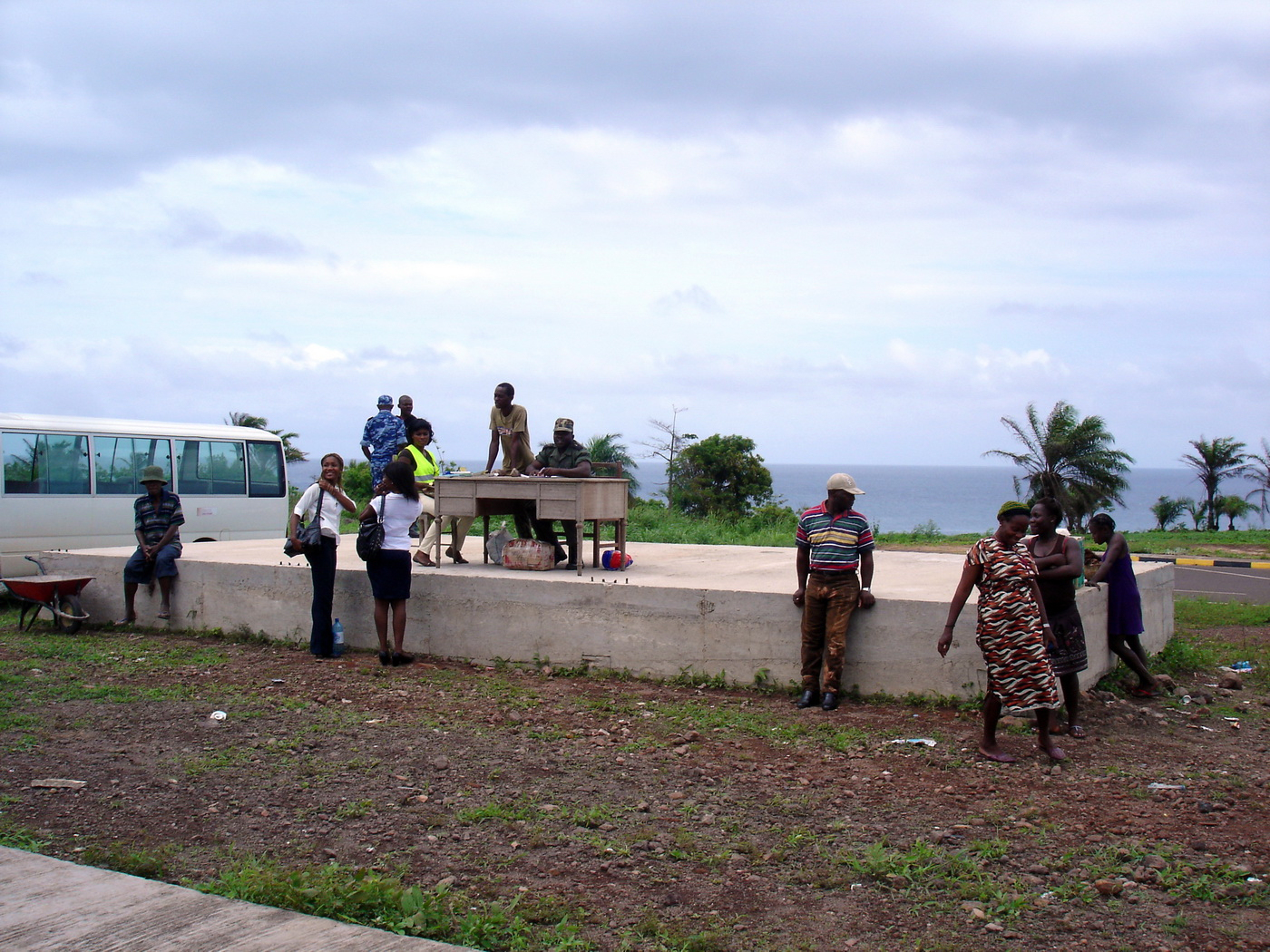
L'ancien terminal n'était rien d'autre qu'une dalle de béton

L'aéroport d'Annobón est un aéroport desservant l'île d'Annobón en Guinée équatoriale.
La piste est inaugurée le 15 octobre 2013.

## Situation
| Annobón Bata Corisco Malabo Obiang Nguema |